# ザ・ギフト・オブ・ゲーム
『ザ・ギフト・オブ・ゲーム』（The Gift of Game）は、クレイジー・タウンの第1枚目のオリジナルアルバム。1999年11月9日にコロムビア・レコードから発売された。